# Jošiaki Ašikaga
Jošiaki Ašikaga (japonsky 足利 義昭, Ašikaga Jošiaki, 5. prosinec 1537 – 9. říjen 1597) byl patnáctým a zároveň posledním šógunem šógunátu Ašikaga a vládl v období let 1568–1573. Byl bratrem třináctého šóguna Jošiterua Ašikagy.
Absence politické autority centrální vlády (bakufu) v Kjótu umožnil roku 1568 vstup vojsk pod vedením Nobunagy Ody do hlavního města. Díky Nobunagově rozhodující vojenské síle došlo k mocenským reformám, jejichž výsledkem byla loutková bakufu a nástup nové éry, období Azuči-Momojama. 14. šógun Jošihide (tzv. potulný šógun) byl sesazen, aniž by kdy předtím vstoupil do Kjóta. I přes Nobunagovu snahu sjednotit jednotlivé provincie boje neustávaly a mír zavládl až po jeho smrti po roce 1582.
Nobunagův nástupce, Hidejoši Tojotomi, který sloužil jako jeho generál, dokázal Japonsko sjednotit a požádal Jošiakiho, zda by jej adoptoval. Tento krok byl nezbytný proto, aby se mohl Hidejoši ucházet o titul šóguna, neboť byl nízkého původu a dle tradice (nepocházel z tradičních rodin Fudžiwara nebo Minamoto) nemohl o titul požádat bez patřičného rodového zázemí. Jošiaki však tuto žádost neakceptoval a Hidejoši byl jmenován kampaku (asistent a regent dospělého císaře).
Za datum zániku šógunátu Ašikaga je považován 27. srpen roku 1573. Tehdy Nobunaga vyhnal Jošiakiho z Kjóta. Ten však zůstal oficiálně šógunem až do roku 1588.
| klan Ašikaga                 | klan Ašikaga              | klan Ašikaga                                   |
| ---------------------------- | ------------------------- | ---------------------------------------------- |
| Předchůdce: Jošihide Ašikaga | 1537–1597 Jošiaki Ašikaga | Nástupce: Nobunaga Oda, daimjó, konec šógunátu |